# Uvaria kweichowensis
Uvaria kweichowensis är en kirimojaväxtart som beskrevs av Ping Tao Li. Uvaria kweichowensis ingår i släktet Uvaria och familjen kirimojaväxter. IUCN kategoriserar arten globalt som starkt hotad. Inga underarter finns listade i Catalogue of Life.